# Eremildo Luiz Viana

Eremildo Viana, à direita, em evento, conjuntamente a Jean-Paul Sartre e Simone de Beauvoir.

Eremildo Luiz Viana (Rio de Janeiro, 1913 - Rio de Janeiro, agosto de 1998) foi um historiador e professor universitário brasileiro. Como catedrático de História Antiga e Medieval da Faculdade Nacional de Filosofia ficou conhecido pelo seu apoio a Ditadura Militar. Inspirou o personagem "Professor Dedo Duro", de Sérgio Porto, e era tratado por Elio Gaspari sob a alcunha "o idiota".

## Biografia
Era irmão de Ydérzio Luiz Vianna. Seu irmão foi reitor da Universidade Rural do Brasil na época do golpe militar. Foi preso, expulso e processado por corrupção e subversão.

### Formação
Eremildo Luiz Vianna nasceu em 1913, no Rio de Janeiro. Realizou seus estudos no Colégio Pedro II, recebendo, em 1932, o bacharelato em Ciências e Letras. Em 1933 ingressou na Faculdade de Direito do Rio de Janeiro, e em 1935 no curso de História da Universidade do Distrito Federal. Concluiu a sua formação em Direito, abandonando o curso de História em 1937. A partir de 1939 tornou-se assistente na cadeira de História da Antiguidade e da Idade Média. A partir de 1944 assumiu a cadeira interinamente. Foi parte da geração de historiadores que criou as bases para o curso de História da Universidade do Brasil.

### Atuação
Tornou-se professor catedrático de História Antiga e Medieval em 1946, na Faculdade Nacional de Filosofia, da Universidade do Brasil, com a apresentação da tese de livre docência: Uma Fase do Imperialismo Romano: A Guerra de Roma contra Jugurta - Neugart & Cia. Foi diretor da faculdade entre 1957 e 1963, com o discurso de modernização e renovação das diretorias conservadoras. Tentou a reeleição em 1963, porém sofreu forte oposição do movimento estudantil. Já naquele momento realizou a expulsão de quinze estudantes que realizavam uma manifestação contra a sua candidatura.

### Ditadura: ascensão e queda
Com o golpe militar de 1964 tornou-se figura destacada na instituição, e outros quatro estudantes foram expulsos. Ajudado por tropas militares, ocupou a Rádio MEC, então dirigida por Maria Yedda Linhares, a pretexto de que lá existia um foco de agitação e havia armas armazenadas para desencadear atos subversivos. Nas semanas que se seguiram, Maria Yedda foi afastada, e Eremildo Viana passou a ocupar seu lugar.
Com a reforma universitária, em 1965, o curso de História foi transferido para o recém criado Instituto de Filosofia e Ciências Sociais, da Universidade Federal do Rio de Janeiro, que Eremildo dirigiu por quase toda a ditadura militar. Sob sua gestão denunciou funcionários, docentes e alunos, no total 44 professor em seu primeiro relatório. Sua mais conhecida vítima foi Maria Yedda Linhares, catedrática de História Moderna e Contemporânea, mas também estavam na lista Guy José Paula de Holanda, Hugo Weiss, Manoel Mauricio de Alburquerque, Álvaro Vieira Pinto, Alberto Latorre de Faria e Nelson Werneck Sodré. Dizia-se que almejava o cargo de Ministro da Educação, e, para tal, aumentava seu repertório de denúncias. Elio Gaspari era, na época, discente do curso de História, sendo também perseguido e expulso, em seus textos tratava Eremildo sob a alcunha "o idiota".
Com o processo de instauração de comissões de investigações presididas por militares nas universidades brasileiras, o General Acir da Nóbrega Rocha havia sido encarregado de averigar a Universidade do Brasil. Eremildo denunciou a existência de uma cédula comunista chamada "Anchieta". O general, não conseguiu constantar a existência de tal organização, porém, descobriu irregularidades da gestão de Eremildo como diretor. Ele chegou a ser denunciado, mas seu processo foi arquivado, já que ele tinha sido "um dos mais destacados homens da Revolução".
Sua gestão também ficou marcada pela censura. Era membro de uma corrente historiografica que buscava expurgar a subversão do fazer histórico. Diversas músicas foram proibidas de tocar na Rádio MEC, inclusive Rachmaninoff e Rimsky-Korsakov, por serem russos e por que Eremildo acreditava-se que não podia-se "misturar música com política".

### Pós-ditadura
Com a anistia geral, o clima na Universidade Federal do Rio de Janeiro tornou-se insustentável, já que agora Eremildo tinha que conviver com seus perseguidos. Aposentou-se, trabalhando na iniciativa privada, como consultor juridico. No pós ditadura foi acusado diversas vezes de assédio sexual por suas alunas.
Veio a falecer, vítima de um câncer aos 85 anos, em agosto de 1998. Naquele momento residia em um asilo de idosos. Foi sepultado no Cemitério do Caju.